# 1967-1970
1967-1970 (meestal aangeduid als het blauwe album) is een compilatiealbum van de Britse popgroep The Beatles.

## Geschiedenis
Net als het verzamelalbum 1962-1966 werd dit album op 19 april 1973 uitgebracht. Het album geeft een overzicht van de laatste drie jaar van de muziek van The Beatles. Het album bevat de grootste hits van The Beatles uit de periode 1967-1970, zoals Hey Jude en All You Need Is Love. Een aantal van deze nummers, zoals Hello, Goodbye en Get Back, is slechts op single uitgebracht en niet op een van de albums van The Beatles. 1967-1970 bevat daarnaast de beste nummers van de albums Sgt. Pepper's Lonely Hearts Club Band, Magical Mystery Tour, The Beatles (The White Album), Abbey Road en Let It Be.
De hoes van de lp toont een foto van The Beatles op een blauwe achtergrond, vandaar dat dit album ook wel bekendstaat als The Blue Album. Deze foto werd genomen door fotograaf Angus McBean en is een imitatie van de foto die werd gebruikt voor Please Please Me, het eerste album van The Beatles. Ook deze foto werd genomen in het trappenhuis van het EMI-kantoor aan Manchester Square in Londen. The Beatles imiteren hierbij zo goed mogelijk hun originele pose. Deze foto werd genomen ten tijde van het Get Back-project. De lp Get Back werd echter nooit uitgegeven (de voor dit project opgenomen nummers werden door Phil Spector gemixt en gebruikt op Let It Be), maar de genomen foto werd uiteindelijk dus gebruikt voor 1967-1970.
De eerste release op cd verscheen in september 1993. Net als het rode album verscheen op 18 oktober 2010 een geremasterde versie van dit album. Dit was door hetzelfde team gedaan dat een jaar eerder de complete catalogus van The Beatles had geremasterd in de Abbey Road Studios.

## Nummers
Alle nummers zijn geschreven door John Lennon en Paul McCartney, behalve wanneer anders aangegeven.
1. "Strawberry Fields Forever" – 4:10
2. "Penny Lane" – 3:03
3. "Sgt. Pepper's Lonely Hearts Club Band" – 2:02
4. "With a Little Help from My Friends" – 2:44
5. "Lucy in the Sky with Diamonds" – 3:28
6. "A Day in the Life" – 5:06
7. "All You Need Is Love" – 3:48
8. "I Am the Walrus" – 4:37
9. "Hello, Goodbye" – 3:31
10. "The Fool on the Hill" – 3:00
11. "Magical Mystery Tour" – 2:51
12. "Lady Madonna" – 2:17
13. "Hey Jude" – 7:08
14. "Revolution" – 3:21
15. "Back in the U.S.S.R." – 2:45
16. "While My Guitar Gently Weeps" (Harrison) – 4:45
17. "Ob-La-Di, Ob-La-Da" – 3:05
18. "Get Back" – 3:14
19. "Don't Let Me Down" – 3:33
20. "The Ballad of John and Yoko" – 2:59
21. "Old Brown Shoe" (Harrison) – 3:18
22. "Here Comes the Sun" (Harrison) – 3:05
23. "Come Together" – 4:20
24. "Something" (Harrison) – 3:03
25. "Octopus's Garden" (Starkey) – 2:51
26. "Let It Be" – 3:52
27. "Across the Universe" – 3:48
28. "The Long and Winding Road" – 3:38

## Hitnoteringen

### NederlandseAlbum Top 100
| Hitnotering: (Week 1 t/m 23) 19-05-1973 t/m 20-10-1973 Hitnotering: (Week 24 t/m 46) 22-05-1976 t/m 23-10-1976 Hitnotering: (Week 47 t/m 69) 02-10-1993 t/m 12-03-1994 Hitnotering: (Week 70 t/m 78) 27-06-1998 t/m 22-08-1998 Hitnotering: (Week 79) 26-06-1999 Hitnotering: (Week 80 t/m 81) 23-10-2010 t/m 30-10-2010 Hitnotering: (Week 82 t/m 90) 20-11-2010 t/m 15-01-2011 Hitnotering: (Week 91) 29-01-2011 Hitnotering: (Week 92) 13-08-2011 | Hitnotering: (Week 1 t/m 23) 19-05-1973 t/m 20-10-1973 Hitnotering: (Week 24 t/m 46) 22-05-1976 t/m 23-10-1976 Hitnotering: (Week 47 t/m 69) 02-10-1993 t/m 12-03-1994 Hitnotering: (Week 70 t/m 78) 27-06-1998 t/m 22-08-1998 Hitnotering: (Week 79) 26-06-1999 Hitnotering: (Week 80 t/m 81) 23-10-2010 t/m 30-10-2010 Hitnotering: (Week 82 t/m 90) 20-11-2010 t/m 15-01-2011 Hitnotering: (Week 91) 29-01-2011 Hitnotering: (Week 92) 13-08-2011 | Hitnotering: (Week 1 t/m 23) 19-05-1973 t/m 20-10-1973 Hitnotering: (Week 24 t/m 46) 22-05-1976 t/m 23-10-1976 Hitnotering: (Week 47 t/m 69) 02-10-1993 t/m 12-03-1994 Hitnotering: (Week 70 t/m 78) 27-06-1998 t/m 22-08-1998 Hitnotering: (Week 79) 26-06-1999 Hitnotering: (Week 80 t/m 81) 23-10-2010 t/m 30-10-2010 Hitnotering: (Week 82 t/m 90) 20-11-2010 t/m 15-01-2011 Hitnotering: (Week 91) 29-01-2011 Hitnotering: (Week 92) 13-08-2011 | Hitnotering: (Week 1 t/m 23) 19-05-1973 t/m 20-10-1973 Hitnotering: (Week 24 t/m 46) 22-05-1976 t/m 23-10-1976 Hitnotering: (Week 47 t/m 69) 02-10-1993 t/m 12-03-1994 Hitnotering: (Week 70 t/m 78) 27-06-1998 t/m 22-08-1998 Hitnotering: (Week 79) 26-06-1999 Hitnotering: (Week 80 t/m 81) 23-10-2010 t/m 30-10-2010 Hitnotering: (Week 82 t/m 90) 20-11-2010 t/m 15-01-2011 Hitnotering: (Week 91) 29-01-2011 Hitnotering: (Week 92) 13-08-2011 | Hitnotering: (Week 1 t/m 23) 19-05-1973 t/m 20-10-1973 Hitnotering: (Week 24 t/m 46) 22-05-1976 t/m 23-10-1976 Hitnotering: (Week 47 t/m 69) 02-10-1993 t/m 12-03-1994 Hitnotering: (Week 70 t/m 78) 27-06-1998 t/m 22-08-1998 Hitnotering: (Week 79) 26-06-1999 Hitnotering: (Week 80 t/m 81) 23-10-2010 t/m 30-10-2010 Hitnotering: (Week 82 t/m 90) 20-11-2010 t/m 15-01-2011 Hitnotering: (Week 91) 29-01-2011 Hitnotering: (Week 92) 13-08-2011 | Hitnotering: (Week 1 t/m 23) 19-05-1973 t/m 20-10-1973 Hitnotering: (Week 24 t/m 46) 22-05-1976 t/m 23-10-1976 Hitnotering: (Week 47 t/m 69) 02-10-1993 t/m 12-03-1994 Hitnotering: (Week 70 t/m 78) 27-06-1998 t/m 22-08-1998 Hitnotering: (Week 79) 26-06-1999 Hitnotering: (Week 80 t/m 81) 23-10-2010 t/m 30-10-2010 Hitnotering: (Week 82 t/m 90) 20-11-2010 t/m 15-01-2011 Hitnotering: (Week 91) 29-01-2011 Hitnotering: (Week 92) 13-08-2011 | Hitnotering: (Week 1 t/m 23) 19-05-1973 t/m 20-10-1973 Hitnotering: (Week 24 t/m 46) 22-05-1976 t/m 23-10-1976 Hitnotering: (Week 47 t/m 69) 02-10-1993 t/m 12-03-1994 Hitnotering: (Week 70 t/m 78) 27-06-1998 t/m 22-08-1998 Hitnotering: (Week 79) 26-06-1999 Hitnotering: (Week 80 t/m 81) 23-10-2010 t/m 30-10-2010 Hitnotering: (Week 82 t/m 90) 20-11-2010 t/m 15-01-2011 Hitnotering: (Week 91) 29-01-2011 Hitnotering: (Week 92) 13-08-2011 | Hitnotering: (Week 1 t/m 23) 19-05-1973 t/m 20-10-1973 Hitnotering: (Week 24 t/m 46) 22-05-1976 t/m 23-10-1976 Hitnotering: (Week 47 t/m 69) 02-10-1993 t/m 12-03-1994 Hitnotering: (Week 70 t/m 78) 27-06-1998 t/m 22-08-1998 Hitnotering: (Week 79) 26-06-1999 Hitnotering: (Week 80 t/m 81) 23-10-2010 t/m 30-10-2010 Hitnotering: (Week 82 t/m 90) 20-11-2010 t/m 15-01-2011 Hitnotering: (Week 91) 29-01-2011 Hitnotering: (Week 92) 13-08-2011 | Hitnotering: (Week 1 t/m 23) 19-05-1973 t/m 20-10-1973 Hitnotering: (Week 24 t/m 46) 22-05-1976 t/m 23-10-1976 Hitnotering: (Week 47 t/m 69) 02-10-1993 t/m 12-03-1994 Hitnotering: (Week 70 t/m 78) 27-06-1998 t/m 22-08-1998 Hitnotering: (Week 79) 26-06-1999 Hitnotering: (Week 80 t/m 81) 23-10-2010 t/m 30-10-2010 Hitnotering: (Week 82 t/m 90) 20-11-2010 t/m 15-01-2011 Hitnotering: (Week 91) 29-01-2011 Hitnotering: (Week 92) 13-08-2011 | Hitnotering: (Week 1 t/m 23) 19-05-1973 t/m 20-10-1973 Hitnotering: (Week 24 t/m 46) 22-05-1976 t/m 23-10-1976 Hitnotering: (Week 47 t/m 69) 02-10-1993 t/m 12-03-1994 Hitnotering: (Week 70 t/m 78) 27-06-1998 t/m 22-08-1998 Hitnotering: (Week 79) 26-06-1999 Hitnotering: (Week 80 t/m 81) 23-10-2010 t/m 30-10-2010 Hitnotering: (Week 82 t/m 90) 20-11-2010 t/m 15-01-2011 Hitnotering: (Week 91) 29-01-2011 Hitnotering: (Week 92) 13-08-2011 | Hitnotering: (Week 1 t/m 23) 19-05-1973 t/m 20-10-1973 Hitnotering: (Week 24 t/m 46) 22-05-1976 t/m 23-10-1976 Hitnotering: (Week 47 t/m 69) 02-10-1993 t/m 12-03-1994 Hitnotering: (Week 70 t/m 78) 27-06-1998 t/m 22-08-1998 Hitnotering: (Week 79) 26-06-1999 Hitnotering: (Week 80 t/m 81) 23-10-2010 t/m 30-10-2010 Hitnotering: (Week 82 t/m 90) 20-11-2010 t/m 15-01-2011 Hitnotering: (Week 91) 29-01-2011 Hitnotering: (Week 92) 13-08-2011 | Hitnotering: (Week 1 t/m 23) 19-05-1973 t/m 20-10-1973 Hitnotering: (Week 24 t/m 46) 22-05-1976 t/m 23-10-1976 Hitnotering: (Week 47 t/m 69) 02-10-1993 t/m 12-03-1994 Hitnotering: (Week 70 t/m 78) 27-06-1998 t/m 22-08-1998 Hitnotering: (Week 79) 26-06-1999 Hitnotering: (Week 80 t/m 81) 23-10-2010 t/m 30-10-2010 Hitnotering: (Week 82 t/m 90) 20-11-2010 t/m 15-01-2011 Hitnotering: (Week 91) 29-01-2011 Hitnotering: (Week 92) 13-08-2011 | Hitnotering: (Week 1 t/m 23) 19-05-1973 t/m 20-10-1973 Hitnotering: (Week 24 t/m 46) 22-05-1976 t/m 23-10-1976 Hitnotering: (Week 47 t/m 69) 02-10-1993 t/m 12-03-1994 Hitnotering: (Week 70 t/m 78) 27-06-1998 t/m 22-08-1998 Hitnotering: (Week 79) 26-06-1999 Hitnotering: (Week 80 t/m 81) 23-10-2010 t/m 30-10-2010 Hitnotering: (Week 82 t/m 90) 20-11-2010 t/m 15-01-2011 Hitnotering: (Week 91) 29-01-2011 Hitnotering: (Week 92) 13-08-2011 | Hitnotering: (Week 1 t/m 23) 19-05-1973 t/m 20-10-1973 Hitnotering: (Week 24 t/m 46) 22-05-1976 t/m 23-10-1976 Hitnotering: (Week 47 t/m 69) 02-10-1993 t/m 12-03-1994 Hitnotering: (Week 70 t/m 78) 27-06-1998 t/m 22-08-1998 Hitnotering: (Week 79) 26-06-1999 Hitnotering: (Week 80 t/m 81) 23-10-2010 t/m 30-10-2010 Hitnotering: (Week 82 t/m 90) 20-11-2010 t/m 15-01-2011 Hitnotering: (Week 91) 29-01-2011 Hitnotering: (Week 92) 13-08-2011 | Hitnotering: (Week 1 t/m 23) 19-05-1973 t/m 20-10-1973 Hitnotering: (Week 24 t/m 46) 22-05-1976 t/m 23-10-1976 Hitnotering: (Week 47 t/m 69) 02-10-1993 t/m 12-03-1994 Hitnotering: (Week 70 t/m 78) 27-06-1998 t/m 22-08-1998 Hitnotering: (Week 79) 26-06-1999 Hitnotering: (Week 80 t/m 81) 23-10-2010 t/m 30-10-2010 Hitnotering: (Week 82 t/m 90) 20-11-2010 t/m 15-01-2011 Hitnotering: (Week 91) 29-01-2011 Hitnotering: (Week 92) 13-08-2011 | Hitnotering: (Week 1 t/m 23) 19-05-1973 t/m 20-10-1973 Hitnotering: (Week 24 t/m 46) 22-05-1976 t/m 23-10-1976 Hitnotering: (Week 47 t/m 69) 02-10-1993 t/m 12-03-1994 Hitnotering: (Week 70 t/m 78) 27-06-1998 t/m 22-08-1998 Hitnotering: (Week 79) 26-06-1999 Hitnotering: (Week 80 t/m 81) 23-10-2010 t/m 30-10-2010 Hitnotering: (Week 82 t/m 90) 20-11-2010 t/m 15-01-2011 Hitnotering: (Week 91) 29-01-2011 Hitnotering: (Week 92) 13-08-2011 | Hitnotering: (Week 1 t/m 23) 19-05-1973 t/m 20-10-1973 Hitnotering: (Week 24 t/m 46) 22-05-1976 t/m 23-10-1976 Hitnotering: (Week 47 t/m 69) 02-10-1993 t/m 12-03-1994 Hitnotering: (Week 70 t/m 78) 27-06-1998 t/m 22-08-1998 Hitnotering: (Week 79) 26-06-1999 Hitnotering: (Week 80 t/m 81) 23-10-2010 t/m 30-10-2010 Hitnotering: (Week 82 t/m 90) 20-11-2010 t/m 15-01-2011 Hitnotering: (Week 91) 29-01-2011 Hitnotering: (Week 92) 13-08-2011 | Hitnotering: (Week 1 t/m 23) 19-05-1973 t/m 20-10-1973 Hitnotering: (Week 24 t/m 46) 22-05-1976 t/m 23-10-1976 Hitnotering: (Week 47 t/m 69) 02-10-1993 t/m 12-03-1994 Hitnotering: (Week 70 t/m 78) 27-06-1998 t/m 22-08-1998 Hitnotering: (Week 79) 26-06-1999 Hitnotering: (Week 80 t/m 81) 23-10-2010 t/m 30-10-2010 Hitnotering: (Week 82 t/m 90) 20-11-2010 t/m 15-01-2011 Hitnotering: (Week 91) 29-01-2011 Hitnotering: (Week 92) 13-08-2011 |
| Week: | 1 | 2 | 3 | 4 | 5 | 6 | 7 | 8 | 9 | 10 | 11 | 12 | 13 | 14 | 15 | 16 | 17 |
| --- | --- | --- | --- | --- | --- | --- | --- | --- | --- | --- | --- | --- | --- | --- | --- | --- | --- |
| Positie: | 13 | 6 | 4 | 3 | 4 | 5 | 5 | 4 | 4 | 6 | 5 | 7 | 7 | 7 | 6 | 7 | 9 |
| Week: | 18 | 19 | 20 | 21 | 22 | 23 | | 24 | 25 | 26 | 27 | 28 | 29 | 30 | 31 | 32 | 33 |
| Positie: | 10 | 13 | 14 | 14 | 16 | 18 | uit | 44 | 29 | 22 | 18 | 15 | 11 | 12 | 15 | 20 | 24 |
| Week: | 34 | 35 | 36 | 37 | 38 | 39 | 40 | 41 | 42 | 43 | 44 | 45 | 46 | | 47 | 48 | 49 |
| Positie: | 24 | 27 | 26 | 26 | 23 | 32 | 32 | 36 | 42 | 42 | 44 | 44 | 48 | uit | 36 | 22 | 12 |
| Week: | 50 | 51 | 52 | 53 | 54 | 55 | 56 | 57 | 58 | 59 | 60 | 61 | 62 | 63 | 64 | 65 | 66 |
| Positie: | 9 | 9 | 11 | 13 | 22 | 26 | 31 | 42 | 49 | 47 | 37 | 45 | 54 | 81 | 82 | 83 | 85 |
| Week: | 67 | 68 | 69 | | 70 | 71 | 72 | 73 | 74 | 75 | 76 | 77 | 78 | | 79 | | 80 |
| Positie: | 86 | 92 | 92 | uit | 38 | 20 | 19 | 61 | 69 | 70 | 70 | 86 | 89 | uit | 91 | uit | 49 |
| Week: | 81 | | 82 | 83 | 84 | 85 | 86 | 87 | 88 | 89 | 90 | | 91 | | 92 | | |
| Positie: | 71 | uit | 55 | 59 | 63 | 72 | 89 | 85 | 81 | 95 | 87 | uit | 86 | uit | 98 | uit | |